# 秋野晶二
秋野 晶二（あきの しょうじ、1958年 - ）は、日本の経営学者。立教大学経営学部教授。

## 略歴
北海道留萌市出身。北海道札幌西高等学校、1982年慶應義塾大学商学部卒業。1984年同大学院商学研究科経営学会計学専攻修士課程修了、1988年同博士課程単位取得満期退学。
1988年立教大学経済学部経営学科専任講師、1992年助教授、2006年同大学経営学部助教授、2007年准教授、2009年教授。

## 著書
- 『経済統計にみる企業情報化の構図 高度情報化の見えざる実像』（大薮和雄,大平号声,寺崎康博,溝口敏行,周防節雄,新谷正彦,栗山規矩,野島教之,有馬昌宏,平田光弘共編, 富士通経営研修所 富士通ブックス, 1996年）
- 『ユビキタス時代の産業と企業』（井上照幸,林倬史,渡邊明編著, 野口宏,貫隆夫,長井偉訓,須藤春夫,加藤英一共著, 税務経理協会, 2007年）